# Venas cubitales
En anatomía humana, las venas cubitales (TA: venae ulnares) son venas comitantes de la arteria cubital. Drenan principalmente la cara medial del antebrazo. Estas venas se originan en la mano y terminan en la unión con las venas radiales, a nivel del codo, para formar las venas braquiales.